# Arenaria kandavanensis
Arenaria kandavanensis är en nejlikväxtart som beskrevs av Fadaie, Sheidai och Assadi. Arenaria kandavanensis ingår i släktet narvar, och familjen nejlikväxter. Inga underarter finns listade i Catalogue of Life.